# Aricia ardanazzi
Aricia ardanazzi är en fjärilsart som beskrevs av Ramon Agenjo Cecilia 1933. Aricia ardanazzi ingår i släktet Aricia och familjen juvelvingar. Inga underarter finns listade i Catalogue of Life.